# Masaharu Suzuki
Masaharu Suzuki, född 3 augusti 1970 i Shizuoka prefektur, Japan, är en japansk tidigare fotbollsspelare.